# Magda Maros
Magda Maros (n. 4 octombrie 1951, Budapesta, Republica Populară Ungară) este o scrimeră maghiară, medaliată olimpică. A participat la 2 ediții ale Jocurilor Olimpice (1976, 1980) în care a câștigat o medalie de argint.